# Gallignani
Gallignani S.p.A. – były producent maszyn rolniczych z siedzibą w Rawennie. Obecnie jako Kverneland Group Ravenna S.r.l jest jedną z fabryk Grupy Kverneland produkującą prasy rolujące i owijarki bel.

## Historia
- 1922 – Augusto Gallignani zakłada małą kuźnię, gdzie naprawia maszyny rolnicze[2].
- 1957 – Na targach w Weronie, Gallignani wprowadza pierwsze prasy kostkujące, model 145, to jest pierwszy wielki sukces[2].
- 1961 – Pierwsze eksport maszyn Gallignani[2].
- 1963 – Pierwsza linia montażowa została zainstalowana. W tym czasie zatrudnienie wynosiło 100 osób[3].
- 1972 – Zmarł założyciel firmy Augusto Gallignani po operacji chirurgicznej[3].
- 1976 – Nabycie spółki Garavini, zawarcie umowy licencyjnej z niemiecką firmą Welger na produkcję prasy rolującej[3].
- 1991 – Rozpoczęcie produkcji owijarek bel[3].
- 1998 – Założenie Gheon S.r.l., później znanego jako Gallignani Semina Srl, produkującej precyzyjne pneumatyczne siewniki[2]. Pierwsze modele Precisa i Precisa XL posiadają budowę modułową i mogą być wyposażone od 2 do 12 rzędów w wersji stałej lub teleskopowej[3].
- 1999 – Otwarcie nowej fabryki gdzie cała produkcja Gallignani ma obecnie miejsce[2].
- 2001 – Nabycie pakietu większościowego akcji Sigma 4 Otwarcie oddziału handlowego we Francji[2].
- 2002 – Umowa z grupą AGCO Corporation na dostarczanie pras zwijających pod markami Massey Ferguson i Fendt.
- 2004 – Nowa generacja pras zwijających GA V9, GA V6, GA C5, GA CR32 i GA CR12.
- 2010 – Grupa Kverneland nabywa 30% udziałów w Gallignani S.P.A
- 2012 – Grupa Kverneland staje się wyłącznym właścicielem Gallignani Spa, zmieniając jednocześnie jej nazwę na Kverneland Group Ravenna S.r.l.